# Província de Terol
Terol (Teruel en castellà, Tergüel en aragonès) és una província espanyola, la més meridional de les tres províncies aragoneses.
Confronta al nord amb la província de Saragossa, a llevant amb les províncies de Tarragona i Castelló, al sud amb la província de València i a l'oest amb les províncies de Conca i Guadalajara.
La superfície de la província és de 14.809 km². La població és de 138.686 habitants (2003), dels quals una quarta part resideixen a la capital provincial, Terol. La densitat provincial de població, 9,36 hab./km² és la segona més baixa després de la província de Sòria (8,9 hab/km²)
Té 236 municipis, la meitat amb menys de 200 habitants que podeu veure a Llista de municipis de Terol
Terol és la província més aqueixada per la despoblació. El clima rigorós i la seva geografia irregular i accidentada donen com a resultat un sòl d'escassos rendiments agrícoles. Tradicionalment agrària i minera, la reconversió econòmica i industrial l'han afectat greument. Així i tot, la producció d'energia encara és la principal i quasi única indústria de la província.
Actualment s'intenta recuperar l'agricultura de qualitat promocionant l'elaboració d'aliments selectes, emparats per fórmules com l'etiqueta C de Qualitat, o la Denominació d'Origen. L'oli d'oliva del Baix Aragó, la bresquilla de Calanda i sobretot el pernil de Terol són els productes estrela de la província.
Les serres ibèriques, en el sud, són un important recurs turístic. A través de les cases del turisme rural i el reclam de l'esquí (en les estacions de Valdelinares i Javalambre) comença a explotar-se una zona de gran bellesa i interès natural, seguint l'exemple dels Pirineus.
Terol capital té uns 34.200 habitants i és el centre administratiu de la província. La UNESCO la declarà Patrimoni Artístic de la Humanitat pel seu impressionant conjunt de monuments mudèjars, de rajola i taulell de ceràmica en intricats jocs geomètrics. Un art que fusiona l'herència islàmica amb l'arquitectura cristiana. Imprescindibles la catedral i la torre de Sant Martí.
Alcanyís és la capital de l'anomenat Baix Aragó, comarca on en Setmana Santa ressonen els tambors i bombos que popularitzà Luis Buñuel en les seves pel·lícules. Formen part de la Ruta del Tambor els pobles de Albalate del Arzobispo, Alcanyís, Alcorisa, Andorra, Calanda, Híjar, La Puebla de Híjar, Samper de Calanda i Urrea de Gaén.
Albarrasí se situa al peu de les Serres Ibèriques i centralitza el cada vegada més important turisme de la zona. Els seus sòls empedrats i cases de fang ofereixen tot el sabor d'una ciutat medieval. La localitat de Móra de Rubiols presenta també un castell–col·legiata d'entorn medieval molt cuidat.
En la frontera est hi ha el Maestrat amb la capital de Cantavella, zona muntanyosa i aspra que fou l'últim reducte dels rebels carlins en les guerres successòries del segle XVIII. El visitant pot tastar l'encant dels carrers de Vall-de-roures, coronades per la seva església fortalesa, de Calaceit, amb el seu museu Juan Cabré, i submergir-se en un viatge enrere en el temps visitant lloc com Mirambell, petita localitat declarada per la UNESCO patrimoni de la humanitat.

## Comarques segons la comarcalització oficial d'Aragó
- Baix Martín (Bajo Martín)
- Baix Aragó (Bajo Aragón)
- Matarranya (Matarraña)
- Jiloca (Jiloca)
- Andorra-Serra d'Arcs (Andorra-Sierra de Arcos)
- Conques Mineres (Cuencas Mineras)
- Maestrat (Maestrazgo)
- Serra d'Albarrasí (Sierra de Albarracín)
- Comunitat de Terol (Comunidad de Teruel)
- Gúdar-Javalambre (Gúdar-Javalambre)

### Principals municipis per població
| Nom                    | Població el 2011 (hab.) | Comarca              |
| ---------------------- | ----------------------- | -------------------- |
| Terol                  | 35.288                  | Comunitat de Terol   |
| Alcanyís               | 16.420                  | Baix Aragó           |
| Andorra                | 8.324                   | Andorra-Serra d'Arcs |
| Calamocha              | 4.628                   | Jiloca               |
| Calanda                | 4.004                   | Baix Aragó           |
| Alcorisa               | 3.622                   | Baix Aragó           |
| Utrillas               | 3.270                   | Conques Mineres      |
| Cella                  | 2.905                   | Comunitat de Terol   |
| Monreal del Campo      | 2.768                   | Jiloca               |
| Vall-de-roures         | 2.303                   | Matarranya           |
| Albalate del Arzobispo | 2.115                   | Baix Martín          |
| Híjar                  | 1.872                   | Baix Martín          |

### Principals municipis per extensió
| Nom                    | Extensió (km²) | Comarca            |
| ---------------------- | -------------- | ------------------ |
| Alcanyís               | 472,1          | Baix Aragó         |
| Albarrasí              | 452,7          | Serra d'Albarrasí  |
| Terol                  | 440,4          | Comunitat de Terol |
| Calamocha              | 316,6          | Jiloca             |
| la Pobla de Valverde   | 282,8          | Gúdar-Javalambre   |
| Mosquerola             | 265,0          | Gúdar-Javalambre   |
| Castellot              | 233,2          | Maestrat           |
| Albalate del Arzobispo | 205,7          | Baix Martín        |
| Aliaga                 | 196,8          | Conques Mineres    |
| Manzanera              | 168,7          | Gúdar-Javalambre   |

## Naturalesa

### Llocs d'interès
- Llacuna de Gallocanta
- Llacuna de Bezas
- Llacunes salades d'Alcanyís
- Pinars rodens d'Albarrasí
- Serra de Javalambre
- Serra de Gúdar
- Maestrat
- Passera del riu Martín i del riu Guadalope
- Ports de Beseit